# Phare de Farallón Sucio
Le phare de Farallón Sucio (en espagnol : Faro de Farallón Sucio) est un phare actif situé sur les récifs de Farallón Sucio (ceb), dans la province de Colón au Panama. Il est géré par la Panama Canal Authority 

## Histoire
Les récifs de Farallón Sucio sont situés à l'ouest de Isla Grande. Le premier phare, mis en service en 1925, était une tour pyramidale en acier de 6 m de haut sur un réservoir. Le phare actuel est érigé au point culminant du récif pour marquer la dangerosité de celui-ci à environ 10 km de Isla Grande.

## Description
Ce phare est une tour pyramidale en béton, avec une balise de 7 m de haut. La tour est peinte en blanc. Il émet, à une hauteur focale de 32,5 m, un éclat rouge par période de 5 secondes. Sa portée est de 12 milles nautiques (environ 22 km).
Identifiant : ARLHS : PAN-023 - Amirauté : J6136 - NGA : 110-16624 .